# Ichneumon funebris
Ichneumon funebris là một loài tò vò trong họ Ichneumonidae.